# Émile Baumann (écrivain)
Pour les articles homonymes, voir Émile Baumann et Baumann.
Émile Baumann (né à Lyon le 24 septembre 1868 et mort à Vernègues le 24 novembre 1941) est un écrivain français d'inspiration catholique et nationaliste. Il faisait partie de la Renaissance catholique du XXe siècle, dans la lignée de Léon Bloy dont il fut l'ami.

## Biographie
De 1901 à 1909,  Émile Baumann est professeur au lycée de La Roche-sur-Yon. Dès la parution de son premier roman il attire l'attention de Léon Bloy. Il est grand admirateur de Bloy, sa vie durant, écrivant plusieurs articles élogieux sur Bloy, et épousant sa filleule, à l'âge de 63 ans. Il écrira ensuite la biographie de son nouveau beau-père, le peintre Henry de Groux, livre dans lequel il est souvent question de Bloy.
En dehors de Bloy, il convient de mentionner Huysmans, Paul Bourget, Maurice Barrès, Jacques Maritain, et Hilaire Belloc comme écrivains catholiques ayant rapport avec Baumann.
Il est souvent question de liturgie dans ses romans, comme la Messe de Communion (L'Immolé), le Mariage (La Fosse aux lions), la Confession (Le Fer sur l'Enclume), le Baptême (Le Baptême de Pauline Ardel), l'Extrême Onction (ibid.), la prise d'habit (ibid.), le De Profundis (L'Immolé), la Messe des Trépassés (Le Fer sur l'Enclume).
En 1921, Baumann reçoit le prix Alfred-Née de l’Académie française pour L'ensemble de son œuvre et en 1922, le Prix Balzac pour Job le prédestiné, récompense qu'il partage avec Jean Giraudoux pour Siegfried et le Limousin.
En 1931 Baumann épouse Élisabeth de Groux, fille du peintre belge Henry de Groux et filleule de Léon Bloy.
Une rue de La Roche-sur-Yon porte son nom.

## Œuvres

### Livres
- Les Grandes Formes de la musique, l’œuvre de Camille Saint-Saëns (Ollendorff, 1905), dédié à son grand-oncle Pierre Baumann, compositeur, violoncelliste et professeur de musique au conservatoire de Lille[3]
- L'Immolé (roman, Grasset, 1909), prix Montyon de l'Académie française
- La Fosse aux lions (roman, Grasset, 1911)
- Trois Villes saintes : Ars en Dombes, Saint Jacques de Compostelle, Le mont saint Michel (Grasset, 1912; deuxième édition, avec en plus Heures d'été au Mont Saint-Michel: Marseille, éd. Publiroc, 1920)
- Le Baptême de Pauline Ardel (roman, Grasset, 1913)
- La Paix du septième jour (Perrin, 1917)
- L’Abbé Chevoleau, caporal au 90e d’infanterie (Perrin, 1919)
- le Fer sur l'enclume (roman, Perrin, 1920)
- Heures d’été au Mont Saint-Michel, avec gravures sur bois de René Pottier, édition de luxe Hors commerce (1920)
- Job le prédestiné (roman, Grasset, 1922)
- L’Anneau d’or des grands mystiques, de Saint-Augustin à Catherine Emmerich (Grasset, 1924)
- Saint Paul (Grasset, 1925) ; édition illustrée à tirage limité par Émile Bernard chez le même éditeur en 1928.
- Le Signe sur les mains (Grasset, 1926)
- Intermèdes (recueil de critique littéraire, Grasset, 1927)
- Mon frère Dominicain (Grasset, 1927)
- Les Chartreux (Grasset, collection « Les grands ordres monastiques», 1928)
- Bossuet moraliste (Textes choisis, Grasset, 1929)
- Les Douze Collines (Grasset, 1929)
- Abel et Caïn (Grasset, 1930)
- Marie-Antoinette et Axel Fersen (Grasset, 1931)
- Le Mont Saint-Michel (Grasset, 1932)
- Le Cantique éternel, Tome I, "La symphonie du désir" (Grasset, 1933)
- Le Cantique éternel, Tome II, "Amour et sagesse" (Grasset, 1934)
- Lyon et le Lyonnais (éd. J. de Gigord, collection « Gens et pays de chez nous », 1934)
- Héloïse, l’Amante et l’Abbesse (Albin Michel, collection « Les grandes repenties », 1934)
- La Vie terrible d’Henry de Groux (1936)
- Comment vivent les chartreux (Flammarion, collection : « Les bonnes lectures », 1936)
- L'Excommunié (roman, Grasset, 1939)
- Histoire des pèlerinages de la Sainte Vierge (Albin Michel, collection "Les Pages catholiques", 1941)

publication posthume :
- Mémoires (Lyon, éd. La Nouvelle édition, 1943)
- Les Nourritures célestes (Grasset, 1943)
- Shéhérazade (Lyon, éd. La nouvelle édition, 1943)
- Histoire des pèlerinages de la chrétienté (Albin Michel, collection "Pages catholiques", 1948)
- Pierre Puget, sculpteur, 1620-1694 (Les Éditions de L’école, 1949)

### Articles
- "Toulon et Pierre Puget", in La revue hebdomadaire, Plon, 1914-03-07, No 10
- "Quand Dieu parle", in La revue universelle, 1926-11-01, No 15
- "Mon frère le Dominicain : son enfance et sa mort", in Chroniques", Plon, N°4
- "Les Chartreux, les statuts et le gouvernement d’un grand ordre", in La revue universelle, 1928 (17 pages)